# أريفابوير (أرارات)
مدينة أريفابوير (بالأرمينية:Արևաբույր) (بالإنجليزية: Arevabuyr) هي إحدى المدن التابعة لمقاطعة أرارات في أرمينيا. يقدر عدد سكانها بـ 1211 نسمة حسب الإحصاء الذي جرى عام 2011.